# Praproče, Koper
Praproče so naselje v Slovenski Istri, ki upravno spada pod Mestno občino Koper. 
Gručasto naselje vaškega značaja leži v uvali na Podgorskem krasu, ki jo na zahodu omejuje Reber (459 m.n.m.), na vzhodu pa vzpetini Debeli hrib (505 m.n.m.) in Gorice (528 m.n.m.). Prebivalci so večinoma zaposleni v obalnih mestih Slovenske Istre, obdelovanje skope kraške zemlje pa je le dopolnilna dejavnost.

## Zgodovina
Kot okoliške vasi so tudi Praproče v preteklosti spadale pod socerbsko gospostvo. V 14. stoletju so kraj naselili Slovenski koloni, ki so vas poimenovali po praproti. Nekoč so se prebivalci v glavnem ukvarjali z ovčerejo. V preteklosti se je vas imenovala tudi Mala Podpeč, koprski škof Paolo Naldini pa jo v svojem Cerkvenem krajepisu omenja kot Monte Popecchi, torej Podpeški hrib. Ker v bližini vasi ni vodnih virov, so leta 1929 vaščani zgradili vodni zbiralnik, v katerega se je stekala deževnica. Zbiralnik sedaj ne služi več prvotnemu namenu. V bližini vasi je jama Vilenica, v katero so se domačini zatekli, ko so Nemci v drugi svetovni vojni požgali del vasi. 
Pri vaškem pokopališču je poleg spomenika padlim borcem NOB iz leta 1986 tudi zvon na dveh betonskih stebrih, na katerem je zapisano ime vasi v slovenskem jeziku.